# 今井福治郎
今井 福治郎（いまい ふくじろう、1901年7月2日 - 1968年1月23日）は、歌人、国文学者。
山梨県甲府市生まれ。号・白水。1927年ころから作歌。1935年に國學院大學文学部国文科を卒業。1961年「万葉集の地名と伝承」で國學院大學文学博士。和洋女子大学教授。

## 著書
- 『娘もつ母へ』湯川弘文社 1941
- 『東国万葉紀行』有精堂 1947
- 『歌体論』有精堂 1948
- 『百人一首新解』東京大盛堂 1952
- 『万葉・古今・新古今集』法文社 最新国文解釈叢書 1954
- 『桐の花研究』互陽堂 1955
- 『房総万葉地理の研究』春秋社 1964
- 『房総の祭』桜楓社 1965
- 『武蔵野だより』正続　現代の教養　桜楓社 1965-66
- 『万葉の春』現代の教養　桜楓社 1968
- 『万葉集の研究』桜楓社 1969
- 『今井白水歌集』白水会 1971

### 共編著
- 『万葉集防人歌の鑑賞』佐佐木信綱共著 有精堂出版部 1942
- 『母の愛行』村岡花子共著 有精堂 1943
- 『万葉集神事語彙解』佐佐木信綱共著 有精堂出版部 1944
- 『国文解釈完全問題集』山崎喜信共著 森北出版 1955
- 『房総』荒川法勝共著 角川文庫 1970

## 論文
- Cinii